# Флаг Кубы

Построение флага Кубы.

Флаг Ку́бы (исп. Bandera de la República de Cuba) — государственный флаг Республики Куба, официально утверждённый 20 мая 1902 года.

## Описание флага
Флаг представляет собой прямоугольное полотнище с соотношением сторон 1:2, разделённое на пять горизонтальных чередующихся сине-белых полос. У древка расположен равносторонний треугольник красного цвета, в центре которого изображена белая звезда.

## Цвета флага в различных форматах
| Схема       | Красный    | Белый       | Синий       |
| ----------- | ---------- | ----------- | ----------- |
| Pantone     | 353c       | White       | 222c        |
| CMYK        | 0-94-81-18 | 0-0-0-0     | 100-71-0-44 |
| RGB         | 208-12-39  | 255-255-255 | 0-42-143    |
| Hexadecimal | #D00C27    | #FFFFFF     | #002690     |

## Символика флага
…флаг, на котором вы узрите три цвета свободы, треугольник силы и порядка, звезду будущего штата.Нарсисо Лопес
По официальной версии кубинского правительства, символика флага означает:
- три синие полосы — три части, на которые разделили Кубу испанцы;
- две белые полосы — стремление к независимости;
- красный треугольник — равенство, братство и свободу, а также пролитую кровь в борьбе за независимость острова;
- белая звезда символизирует свободу.

## История
Флаг, получивший название «Одинокая звезда», был разработан в 1848 году редактором газеты «La Verdad» (с исп. — «Правда») Мигелем Толоном и генералом Нарсисо Лопесом. Первый экземпляр такого флага был изготовлен Эмилией Толон и хранится сейчас в Музее Революции в Гаване.

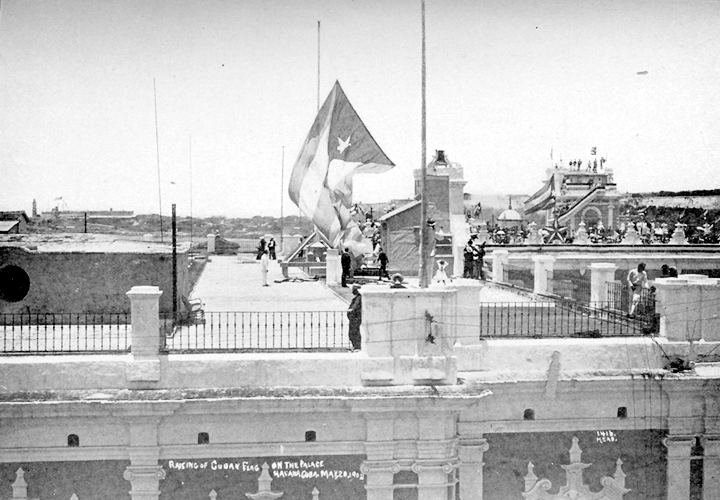
Поднятие флага Кубы над дворцом генерал-губернатора в Гаване 20 мая 1902 года

Впервые флаг был поднят 19 мая 1850 года в Карденасе, после высадки вооружённых отрядов генерала Лопеса, предпринявшего неудачную попытку свергнуть власть испанских колонизаторов. Поддерживающие аннексию Кубы американские газеты «The Sun» в Нью-Йорке и «Дельта» в Новом Орлеане также подняли этот флаг на своих зданиях.
В 1898 году США начали войну с Испанией, в которой одержали победу. Куба стала зависимой от США, и с 1 января 1899 года флагом Кубы стал флаг США.
20 мая 1902 года была провозглашена Республика Куба, и над крепостью Эль-Моро официально был поднят и поныне действующий государственный флаг Кубы.

## Исторические флаги

Флаг Бургундского креста (1521–1843)
Флаг Испанской Америки (1843–1873; 1874–1898)
Флаг Первой Испанской республики (1873–1874)
Флаг кубинцев во время Десятилетней войны
Флаг Первого военного правительства США на Кубе (1898-1902; 1906–1909)
Флаг Первой республики (1902–1959)[2]
Флаг Движения 26 июля

## Ведомственные флаги

Штандарт Президента Кубы
Штандарт Президента Кубы как главнокомандующего
Штандарт Премьер-министра Кубы
Гюйс ВМС Кубы

## Похожие флаги
Сходство флагов Кубы и Пуэрто-Рико неслучайно. Кубинский флаг был придуман в 1849 году Мигелем Толоном и генералом Нарсисо Лопесом, изгнанниками, выступавшими за независимость и жившими в Нью-Йорке. Дизайн флага Пуэрто-Рико был принят комитетом изгнанников, живших в Нью-Йорке, в середине 1890-х годов. Хотя точно неизвестно, кто разработал более поздний флаг, оба дизайна флага отражают тесные связи между активистами, выступающими за независимость из обеих стран, которые продолжали свою работу в относительной безопасности Нью-Йорка. Тем не менее, личность человека, предложившего сделать новый флаг Пуэрто-Рико похожим на кубинский флаг с перевернутыми цветами, остается под вопросом.

Флаг Пуэрто-Рико